# Delta Profronde
La Delta Profronde és una antiga cursa ciclista neerlandesa d'un sol dia que es disputava a la província de Zelanda. Creada el 1959 amb el nom de Ronde van Midden-Zeeland fou sols per a ciclistes amateurs fins al 1973. Entre 1974 i 1978 constituí una etapa de la Volta als Països Baixos. El 1998 agafà el nom de Delta Profronde, passant a formar part de l'UCI Europe Tour a partir del 2005, amb una categoria 1.1.
El 2008 els organitzadors de la Delta Profronde i l'OZ Wielerweekend es fusionaren per donar lloc al Delta Tour Zeeland.

## Palmarès
| - 1959: Miel Verstraete - 1960: Cees van Amsterdam - 1961: Bart Solaro - 1962: Cees Snepvangers - 1963: Leo van Dongen - 1965: Dies Kosten - 1966: Rini Wagtmans - 1967: Leo de Groot - 1968: Joop Zoetemelk - 1969: Henk Benjamin - 1970: Cees Priem - 1971: Marcel Pennings - 1972: Roy Schuiten - 1973: Peer Maas - 1974 - Tino Tabak - 1975 - Gerard Vianen - 1976 - Fedor den Hertog | - 1977 - Freddy Maertens - 1978 - Gerrie Knetemann - 1979 - Bert Oosterbosch - 1980 - Gerrie Knetemann - 1981 - Eddy Planckaert - 1982 - Henk Lubberding - 1983 - Jan Raas - 1984 - Luc Colyn - 1985 - Ferdi van den Haute - 1986 - Gerrit Solleveld - 1987 - Jean-Paul van Poppel - 1988 - Peter Pieters - 1989 - Jelle Nijdam - 1990 - Gerrit Solleveld - 1991 - Wiebren Veenstra - 1992 - Johan Capiot - 1993 - Jo Planckaert | - 1994 - Maarten den Bakker - 1995 - Jeroen Blijlevens - 1996 - Jelle Nijdam - 1997 - no es disputà - 1998 - Erik Zabel - 1999 - Servais Knaven - 2000 - Léon van Bon - 2001 - Nico Eeckhout - 2002 - Robbie McEwen - 2003 - Stefan van Dijk - 2004 - Nico Eeckhout - 2005 - Bram de Groot - 2006 - Steven de Jongh - 2007 - Denis Flahaut |